# Barrio San Miguelito
Barrio San Miguelito är en ort i Mexiko.   Den ligger i kommunen Silacayoápam och delstaten Oaxaca, i den sydöstra delen av landet, 240 km söder om huvudstaden Mexico City. Barrio San Miguelito ligger 1 728 meter över havet och antalet invånare är 492.
Terrängen runt Barrio San Miguelito är kuperad. Runt Barrio San Miguelito är det glesbefolkat, med 18 invånare per kvadratkilometer. Närmaste större samhälle är San Miguel Tlacotepec, 14,3 km öster om Barrio San Miguelito. I omgivningarna runt Barrio San Miguelito växer huvudsakligen savannskog.